# Louis de Crevant
Pour les articles homonymes, voir Crevant et Famille d'Humières.
Louis de Crevant (ou « de Crévant »), quatrième du nom, marquis, puis premier duc d'Humières, vicomte de Brigueuil, baron de Preuilly en Touraine, né en 1628 et mort le 30 août 1694 à Versailles, est un gentilhomme et militaire français du XVIIe siècle. Il reçut la dignité de maréchal de France en 1668 et sera ensuite connu comme le Maréchal d'Humières.

## Biographie

### Origines et famille
Il est le fils de Louis III de Crevant, seigneur d'Argy, puis marquis d'Humières (v. 1606-1648), gouverneur de Compiègne, et de sa femme Isabelle Phélippeaux (1611-1642), de la branche des Phélippeaux d'Herbault, fille de Raymond Phélypeaux d'Herbault. De cette union naissent neuf enfants, six fils et trois filles. Son frère cadet Raymond-Louis de Crevant s'engage dans la Marine royale et sa carrière avec la dignité de lieutenant général des armées navales.

### Carrière militaire
Le marquis d'Humières est nommé gouverneur de Compiègne par Louis XIV le 11 juin 1646, après la démission de son père, Louis, seigneur d'Argy, puis marquis d'Humières. Le 4 septembre 1650, il est créé maréchal de camp.
En 1653 et 1654, il sert aux sièges et à la prise de Mouzon et de Sainte-Menehould, à l'attaque d'Arras et à la prise du Quesnoy et en 1655 à celle de Landrecies, de Condé, de Saint-Guillain (1655), Hombourg, Bitche, Courtrai, la Capelle et lors de la bataille de Cassel. Promu au grade de lieutenant général des armées du roi en 1656, il participe à la bataille des Dunes en 1658. La même année, il participe également à la prise de Dunkerque, de Bergues, de Furnes et de Dixmude ainsi qu'à celle d'Audenarde et d'Ypres, dont il est nommé gouverneur.
En 1667, il sert comme lieutenant général à l'armée du roi et participe à la prise de Tournai, de Douai puis de Lille. En 1668, après le traité d'Aix-la-Chapelle, il est nommé gouverneur général de Flandre et s'établit à Lille où il est nommé gouverneur. Il est créé maréchal de France la même année.
En 1672, il part en exil pour avoir refusé de prendre ses ordres auprès du maréchal de Turenne, qui venait d'être nommé par Louis XIV capitaine général, et ne rentrera en grâce qu'après avoir fait acte d'obéissance.
En 1676, capitaine de la seconde compagnie de Cent Gentilshommes ordinaires de la Maison du Roi, il prend la place de Condé et quelques mois plus tard, celle d'Aire et le fort de Linck. L'année suivante, avec le maréchal de Luxembourg, il emporte la place de Valenciennes, puis participe à la bataille de la Peene, gagnée par le duc d'Orléans sur le prince d'Orange. La même année, il prend Saint-Guillain et l'année suivante la ville de Gand.
En 1683, lors de la guerre des Réunions alors commandant de l'armée des Flandres, il prend les villes de Courtrai et de Dixmude, puis, l'année suivante, détruit la ville d'Audenarde.
En juin 1684, le maréchal vend sa charge de capitaine des cent Gentilshommes au comte du Charmel, après la mort de son fils, le marquis d'Humières, qui en avait la survivance.
Lieutenant du roi en Picardie, après le traité des Pyrénées, il est nommé Grand maître de l'artillerie de France par Louis XIV en 1685 et est fait chevalier des Ordres du Roi (ordre du Saint-Esprit et ordre de Saint-Michel) en 1688.
En 1689, il est battu devant Walcourt par le prince de Waldeck. Il est alors rappelé par Louvois.

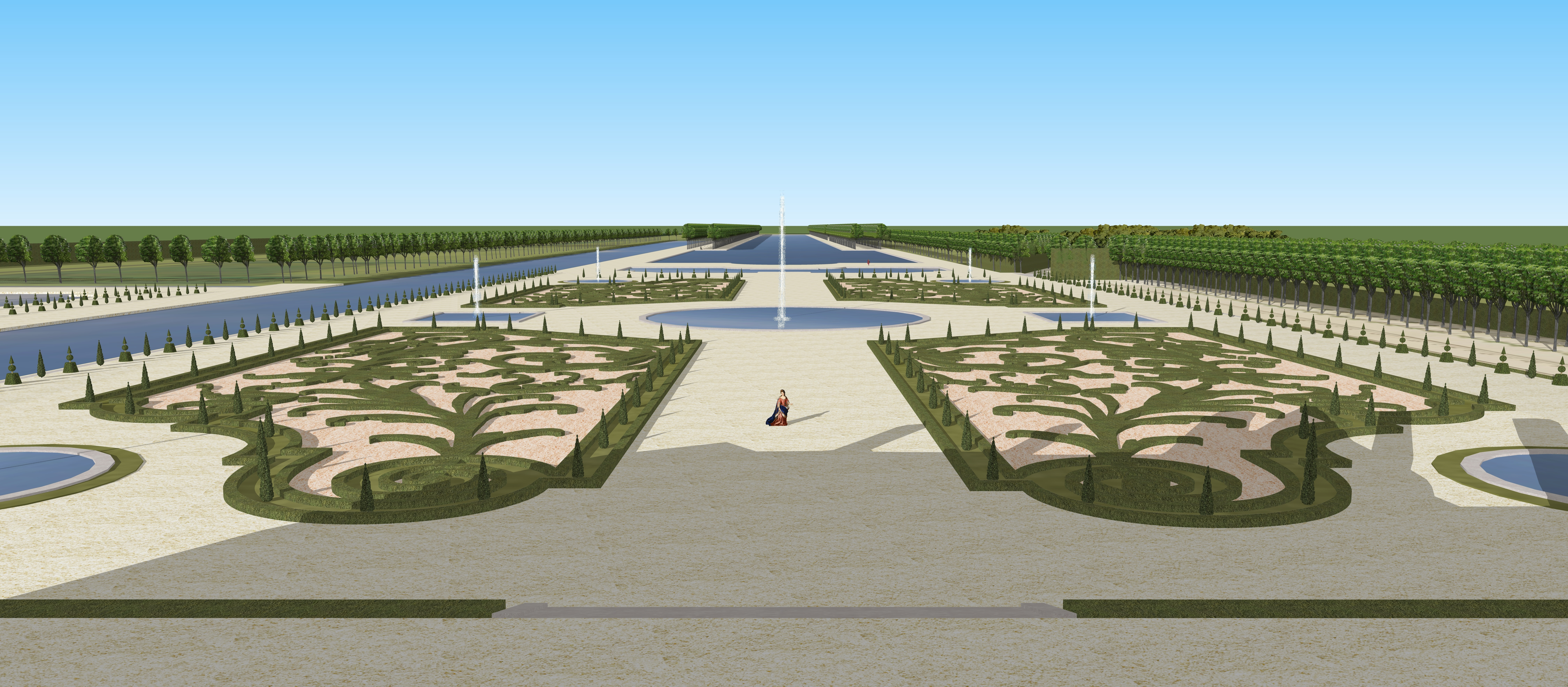
Restitution 3D des jardins disparus du château de Monchy-Humières, fin du XVIIe siècle. Vue depuis le premier étage du château

Louis XIV élève néanmoins sa terre de Monchy-Humières en Picardie en duché par lettres du mois d'août 1690, qui portent que le duché passerait au mari de Julie de Crevant, sa troisième fille. Le Roi le nomme commandant général dans toute la Flandre. Il commande encore l'armée sur la Lys et, en 1692, participe au siège de Namur.
Il meurt à Versailles, le 30 août 1694.

## Descendance

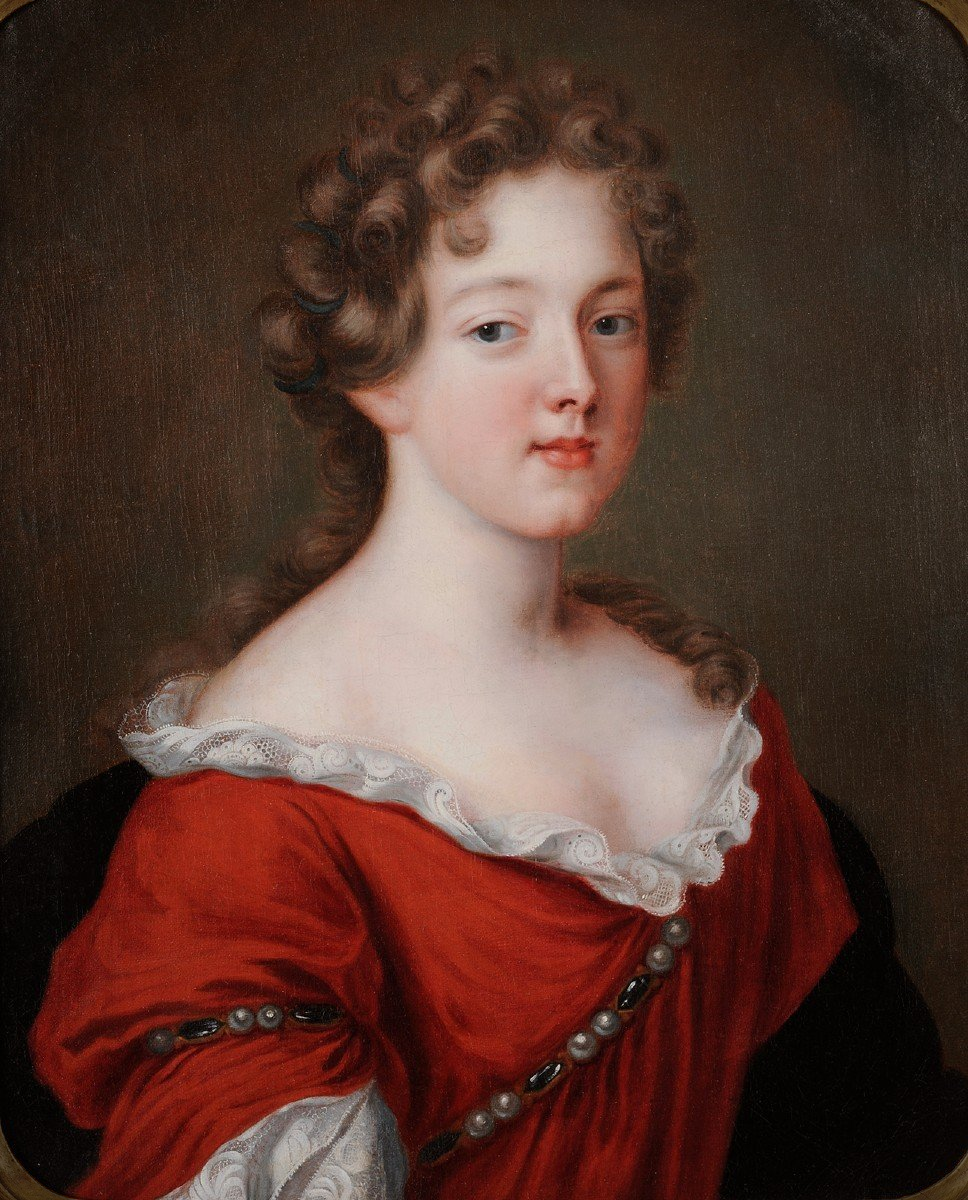
Louise Antoinette Thérèse de La Châtre, maréchale et duchesse d'Humières

II épouse en 1653 Louise Antoinette Thérèse de la Châtre, dame du palais de la reine, fille d'Edme de La Châtre, comte de Nançay, et de Françoise de Cugnac-Dampierre dame de Boucard, dont il a :
1. Henri-Louis de Crevant, marquis d'Humières, colonel du régiment d'Humières, tué au siège de Luxembourg en 1684 ;
2. Louis-François-Roger de Crevant, comte de Brigueuil, mort le 7 septembre 1679 ;
3. Marie-Thérèse de Crevant d'Humières, mariée le 10 février 1677 à Jean de Gand, dit Vilain, prince d'Isenghien ;
4. Marie-Louise de Crevant d'Humières, abbesse de Mouchi , à Monchy-Humières, elle réforma son abbaye, sa biographie a été publiée en 1711 par Dom Félibien[4] (Monchy-Humières, 18 octobre 1658  -  Monchy-Humières, 20 janvier 1710) ;
5. Anne-Louise de Crevant d'Humières (1669 - Paris, 22 avril 1732), mariée le 1er août 1682 à Louis-Alexandre, comte de Vassé, vidame du Mans ; puis en 1686 à Louis Charles de Hautefort, marquis de Surville, seigneur de Champien, lieutenant-général des armées du Roi. Dont postérité des deux mariages : ils ont pour descendants, Alexis Bruno Etienne de Vassé et Emmanuel Dieudonné de Hautefort ;
6. Anne-Louise-Julie de Crevant, duchesse d'Humières (1665-1742), mariée en mai 1690 à Louis-François d'Aumont marquis de Chappe, qui devient duc d'Humières. Il est colonel du régiment de Chappe devenu régiment d'Humières. ils sont les parents de Louise Françoise d'Aumont de Crevant d'Humières, mariée en 1710 avec Antoine VI de Gramont, 5e duc de Gramont[5].

## Armoiries
| Figure | Blasonnement |
|        | Armes de Louis de Crevant (1632-1694), duc d'Humières, maréchal de France, Grand maître de l'artillerie de France (1685), Chevalier du Saint-Esprit (reçu le 31 décembre 1688) Écartelé : au I et IV, contre-écartelé d'argent et d'azur (qui est de Crevant) ; au II et III, d'argent fretté de sablé (qui est de Humières)., |